# Carmem Castello Branco
Carmem Castello Branco é uma ex-voleibolista brasileira que defendeu a Seleção Brasileira de Voleibol Feminino na conquista do ouro no Campeonato Sul-Americano de Voleibol Feminino em 1951.

## Carreira
Foi levantadora e jogadora do vôlei do Flamengo e da Seleção Brasileira na década de 50 e 60, compunha a forte equipe campeã apelidada de Rolinho Compressor.